# Fermilab

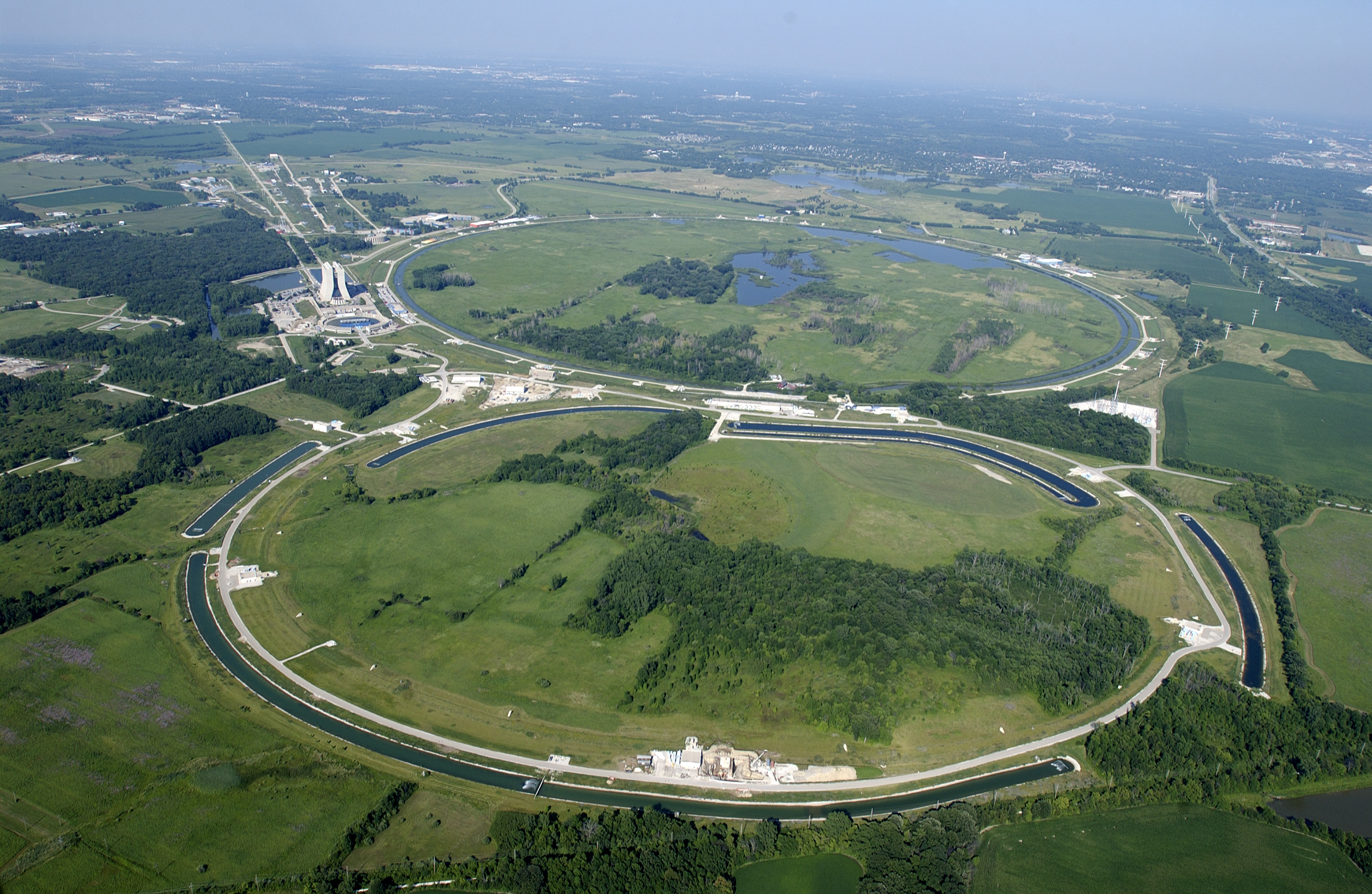
Pierścienie akceleratorów cząsteczek laboratorium Fermilab z lotu ptaka

Fermilab (ang. Fermi National Accelerator Laboratory; „Narodowe Laboratorium Przyśpieszania Cząstek Elementarnych im. Enrica Fermiego”) – amerykański ośrodek badań nad fizyką cząstek elementarnych i fizyką wysokich energii położony w Batavii w pobliżu Chicago. Mieści się w nim jeden z najpotężniejszych akceleratorów cząstek – Tevatron, przy pomocy którego m.in. w 1995 roku odkryto szósty kwark, kwark t. 
W Fermilabie działa akcelerator kołowy przyspieszający protony i antyprotony maksymalnie do energii 1,96 TeV na zderzenie. Ma on kształt okręgu o średnicy 2 km, w którym protony i antyprotony krążą w przeciwnych kierunkach.
W 2000 roku w laboratorium otrzymano pierwsze bezpośrednie dowody na istnienie neutrina taonowego, trzeciego rodzaju neutrina. Obserwowano neutrina uderzające w tarczę i wytwarzające taony.